# Leonard Sowiński
Leonard Sowiński, född 7 november 1831 i Berezówka, Guvernementet Podolien, Kejsardömet Ryssland (nuvarande Ukraina), död 23 december 1887 i Statkowicach, Guvernementet Volynien, Kejsardömet Ryssland (nuvarande Ukraina),  var en polsk skald. 
Sowiński studerade i Lillryssland vid Kievs universitet och blev läkare. Hans poetiska alstring väcktes genom en italiensk resa, och hans diktsamlingar utkom 1875 och 1886. I sina episka dikter (Praznik och Prolog tragedye) försökte han lämna objektiva nutidsskildringar i folklig stil. Dessutom skrev han en polsk litteraturhistoria, Rys dziejów literatury polskiej (1874–78 i fem delar), och utgav memoarer från sin studietid (Wspomienia szkolne, 1885).